# Gasterocome polyspathes
Gasterocome polyspathes är en fjärilsart som beskrevs av Louis Beethoven Prout 1934. Gasterocome polyspathes ingår i släktet Gasterocome och familjen mätare. Inga underarter finns listade i Catalogue of Life.